# (4675) Ohboke
(4675) Ohboke es un asteroide perteneciente al cinturón de asteroides, descubierto el 19 de septiembre de 1990 por Tsutomu Seki desde el Observatorio de Geisei, Geisei, Japón.

## Designación y nombre
Designado provisionalmente como 1990 SD. Fue nombrado Ohboke en homenaje al valle Ohboke del río Yoshino, famoso por sus hojas teñidas de otoño.

## Características orbitales
Ohboke está situado a una distancia media del Sol de 2,411 ua, pudiendo alejarse hasta 2,833 ua y acercarse hasta 1,990 ua. Su excentricidad es 0,174 y la inclinación orbital 4,470 grados. Emplea 1367 días en completar una órbita alrededor del Sol.

## Características físicas
La magnitud absoluta de Ohboke es 13. Tiene 4,003 km de diámetro y su albedo se estima en 0,836.